# Andrew McCullough
Andrew McCullough (* 30. Januar 1990 in Dalby, Queensland) ist ein australischer Rugby-League-Spieler.
Während seiner Zeit an der Brisbane State High School spielte McCullough bereits Rugby für die Australian Schoolboys. Am 17. Mai 2008 hatte er schließlich mit den Brisbane Broncos sein NRL-Debüt gegen die Cronulla-Sutherland Sharks, was ihn zum ersten in den 1990er-Jahren geborenen NRL-Spieler machte. 2009 wurde er von den Broncos zum „Rookie of the Year“ und 2012 zum „Player of the Year“ gewählt.